# مستشفى الملك فهد
مستشفى الملك فهد هي مجموعة مستشفيات حكومية سعودية مجانية العلاج تحمل اسم الملك فهد في المملكة العربية السعودية. أنشأت بقرار من الملك فهد بن عبد العزيز. والتابع لوزارة الصحة - المملكة العربية السعودية .

## قائمة المستشفيات
- مستشفى الملك فهد بالمدينة المنورة
- مستشفى الملك فهد بالهفوف
- مستشفى الملك فهد المركزي بجازان
- مستشفى الملك فهد بجدة
- مستشفى الملك فهد بالباحة